# Boophis ankaratra
Boophis ankaratra é uma espécie de anfíbio da família Mantellidae.
É endémica de Madagáscar.
Os seus habitats naturais são: regiões subtropicais ou tropicais húmidas de alta altitude, rios, pastagens, jardins rurais e florestas secundárias altamente degradadas.
Está ameaçada por perda de habitat.